# Колдарко Мецо (Виченца)
Колдарко Мецо је насеље у Италији у округу Виченца, региону Венето.
Према процени из 2011. у насељу је живело 10 становника. Насеље се налази на надморској висини од 679 м.